# Нездешние вечера
«Нездешние вечера» — восьмая книга стихов Михаила Кузмина. Содержит стихотворения 1914—1920 годов.
Впервые сборник вышел в июне 1921 года в петроградском издательстве «Петрополис». Второе издание было осуществлено в Берлине издательством «Слово» в 1923, по-видимому, без ведома автора.
Книга состоит из семи частей:
1. Лодка в небе
2. Фузий в блюдечке
3. Дни и лица
4. Святой Георгий
5. София (с подзаголовком «Гностические стихотворения»)
6. Стихи об Италии
7. Сны